# The Christmas Collection (альбом Il Divo)
The Christmas Collection — альбом группы Il Divo, созданной британским продюсером Саймоном Коуэллом в 2004 году. Альбом был выпущен 25 октября 2005 года в семи странах: США, Канаде, Австрии, Словении, Нидерландах, Швеции и Финляндии. Альбом вошёл в список самых продаваемых рождественских музыкальных альбомов в США с количеством реализованных копий в 544 000 штук. Продюсеры — Quiz & Larossi, Пер Магнуссон, Давид Крюгер и Стив Мак.

## Список композиций
| №   | Название                                  | Автор(ы)                     | Длительность |
| --- | ----------------------------------------- | ---------------------------- | ------------ |
| 1.  | «O Holy Night»                            | Адольф Адан, Пласид Каппо    | 4:01         |
| 2.  | «Белое Рождество»                         | Ирвинг Берлин                | 3:51         |
| 3.  | «Ave Maria»                               | Франц Шуберт                 | 4:53         |
| 4.  | «When A Child Is Born»                    |                              | 3:00         |
| 5.  | «Adeste Fideles (O Come All Ye Faithful)» |                              | 3:48         |
| 6.  | «Over the Rainbow»                        | Гарольд Арлен, Эдгар Харбург | 4:04         |
| 7.  | «Panis Angelicus»                         | Сезар Франк                  | 3:46         |
| 8.  | «Rejoice»                                 | Стив Мак, Гектор             | 3:10         |
| 9.  | «Тихая ночь»                              | Франц Грубер, Йозеф Мор      | 3:34         |
| 10. | «Отче наш»                                | Альберт Хэй Мэлотт           | 2:52         |

## Места в чартах
| Страна     | Статус            | Место |
| Канада     | Дважды платиновый | #1    |
| США        | Платиновый        | #14   |
| Словения   |                   | #3    |
| Нидерланды |                   | #4    |
| Швеция     |                   | #4    |
| Финляндия  |                   | #11   |
| Австрия    |                   | #18   |